# Myriophyllum aquaticum
Myriophyllum aquaticum là một loài thực vật có hoa trong họ Haloragaceae. Loài này được (Vell.) Verdc. miêu tả khoa học đầu tiên năm 1973.